# Under the Ladder
«Under the Ladder» (с англ. — «Под лестницей») — песня украинского певца MELOVIN из дебютного альбома «Octopus», с которой он представлял Украину на 63-м конкурсе песни «Евровидение».

## История
Песня была представлена на национальном отборе Украины на конкурс Евровидение-2018.
24 февраля 2018 года на основании голосования судей и телезрителей композиция была выбрана для участия в международном песенном конкурсе Евровидение-2018. 10 мая вышла из 2 полуфинала Евровидения-2018 набрав 170 баллов. В финале конкурса MELOVIN занял 17 место набрав 130 баллов.